# Edmund Koller
Edmund Koller (Ohlstadt, 23 de agosto de 1930-Ohlstadt, 9 de junio de 1998) fue un deportista alemán que compitió para la RFA en bobsleigh. Ganó una medalla de bronce en el Campeonato Mundial de Bobsleigh de 1955, en la prueba cuádruple.

## Palmarés internacional
| Campeonato Mundial | Campeonato Mundial   | Campeonato Mundial | Campeonato Mundial |
| Año                | Lugar                | Medalla            | Prueba             |
| ------------------ | -------------------- | ------------------ | ------------------ |
| 1955               | Sankt Moritz (Suiza) | Medalla de bronce  | Cuádruple          |